# Poljanska cesta, Ljubljana
Poljanska cesta je ena najstarejših in daljših cest na Poljanah v Ljubljani.

## Zgodovina
Cesta je prvič omenjena v popisu ulic, cest in trgov iz leta 1877 kot Polanastrasse.

## Urbanizem
Cesta se prične na križišču s Krekovim trgom in poteka do križišča s Hradeckega cesto in Litijsko cesto.
Na cesto se (od zahoda proti vzhodu) povezujejo naslednje ceste: Kapiteljska (sever), Barvarska steza (sever), Strossmayerjeva (jug), Ulica Janeza Pavla II. (jug), Gestrinova (sever), Rozmanova (sever), Zarnikova (jug), Ambrožev trg (sever), Roška (jug), Živinozdravska (sever), Kapusova (jug), Potočnikova (sever), Mesarska (jug), Glonarjeva (sever) in Turnsko nabrežje (sever).
Od glavne ceste se odcepijo deli ceste, ki nosijo isto ime:
- na križišču s Mesarsko cesto pravokotno na glavno cesto se odcepi en slepi krak ceste proti severu,
- po križišču s Glovarjevo cesto se proti severu odcepita dva kraka ceste; vzhodni od teh dveh nato prehaja v Koblarjevo ulico.

## Pomembnejši objekti, zgradbe in ustanove
- Peglezen
- Škofijska karitas Ljubljana (št. 2),
- Alojzijevišče (Teološka fakulteta v Ljubljani) (št. 4),
- Univerza za tretje življenjsko obdoblje v Ljubljani (št. 6),
- Srednja trgovska šola (št. 28a),
- Zavetišče za brezdomce v Ljubljani (št. 45b),
- Študentski dom Poljanska (št. 59)
- Zavod za šolstvo
- Srednja zdravstvena šola (št. 61) ...

## Javni potniški promet
Po Poljanski cesti potekajo trase več mestnih avtobusnih linij (2, 5, N5, 13, 20 in 20Z). Skupaj je na vsej cesti 5 postajališč mestnega potniškega prometa.

### Postajališča MPP
| postajališče          | št. linije            |
| --------------------- | --------------------- |
| 502012 Poljanska      | 2, 13, 20, 20Z        |
| 502014 Ambrožev trg   | 2, 5, N5, 13, 20, 20Z |
| 502022 Roška          | 5, N5, 13             |
| 402061 Gornje Poljane | 5, N5, 13             |
| 403032 Pod Golovcem   | 13                    |

| postajališče          | št. linije            |
| --------------------- | --------------------- |
| 403031 Pod Golovcem   | 13                    |
| 402061 Gornje Poljane | 5, N5, 13             |
| 502013 Ambrožev trg   | 2, 5, N5, 13, 20, 20Z |
| 502011 Poljanska      | 2, 13, 20, 20Z        |

## Galerija slik
- Ulica po potresu leta 1895
- Avtobus in rumeni pas na cesti